# 1597 Laugier
1597 Laugier је астероид главног астероидног појаса са средњом удаљеношћу од Сунца која износи 2,843 астрономских јединица (АЈ).
Апсолутна магнитуда астероида је 12,0.